# سید عبدالله بلادی بوشهری

سید عبدالله بلادی بوشهری

سید عبدالله بلادی بوشهری  (زادهٔ ۱۲۵۳ خورشیدی در شهر نجف، درگذشته ۱۳۳۱ خورشیدی)، فرزند سید ابوالقاسم بوشهری، از روحانیون تأثیرگذار در مشروطه‌خواهی جنوب ایران (بوشهر) بود. 
خانواده بلادی از ساکنین قدیمی کوی بهبهانی یکی از محلات قدیمی بوشهر هستند.نسب این خاندان به سید محمد حائری بن سید ابراهیم مجاب بن سید محمد بن موسی بن جعفر الکاظم می رسد 
وی در بوشهر علاوه بر دروس حوزوی علم طب، زبان انگلیسی، نجوم و هیئت جدید را نیز فرا گرفت و دروس عالی خود را در نجف با بهره‌گیری از آخوند خراسانی، سید کاظم یزدی و شریعت اصفهانی ادامه داد و در سال (۱۳۲۴ قمری) به درجه اجتهاد نائل شد، در اوج نهضت مشروطه به ایران آمد.سید عبدالله، کلام و فلسفه را از محضر حکیم فیلسوف شیخ محمدرحیم کازرونی آموخت. او از رهبران روحانی جنبش جنوب بود و با سران مبارز تنگستانی مثل رئیس علی دلواری دوستی نزدیکی داشت. بلادی رسالات بسیاری در موضوعات مذهبی یا موضوعات مبارزاتی مثل «سانسور» و «رفع حجاب» از خود بیادگار گذاشت. آثار سید عبدالله بلادی از هشتاد جلد بیشتر است. «لوایح و سوانح» از جمله آثار مشهور او می‌باشد. وی سرانجام در پی عارضه سکته قلبی، در ۲۱ مهرماه ۱۳۳۱ شمسی (۲۳ محرم ۱۳۷۳ قمری) درگذشت. جنازه ایشان پس از تشییع، به صورت امانت در بوشهر به خاک سپرده شد و در سال ۱۳۷۴ق، به نجف اشرف منتقل و در وادی‎السلام ـ پایین پای قبر پدرش سید ابوالقاسم بلادی به خاک سپرده شد. 
وی در دوازده سالگی خود به ملاقات سید جمال‌الدین اسدآبادی رسیده بود.
ابوالمحاسن بلادی بهبهانی بوشهری از نویسندگان و شعراء دوره معاصر فرزند وی است.او نویسنده کتاب ناقص سید محمد عابد جد خود است.